# Szászörményes
Szászörményes (románul Ormeniș, németül Irmesch) falu Romániában, Maros megyében.

## Fekvése
Erzsébetvárostól 12 km-re északra a Szentiváni-patak mellett fekszik, Csatófalva községhez tartozik, melytől 6 km-re északnyugatra van.

## Története
1319-ben Ermen néven említik először. A falut a szászok alapították a 13. században. Szász evangélikus temploma középkori eredetű. 1910-ben 816, többségben német lakosa volt, jelentős román kisebbséggel. A trianoni békeszerződésig Kis-Küküllő vármegye Erzsébetvárosi járásához tartozott. 1992-ben 398 lakosából 187 román, 134 cigány, 72 német, 2 magyar volt, közülük 325 ortodox vallású.